# فلایت آلاسکا
فلایت آلاسکا (به انگلیسی: Flight Alaska) یک شرکت هواپیمایی با کد یاتا 4Y است که در تاریخ دههٔ ۱۹۵۰ میلادی تأسیس شده است.
دفتر مرکزی فلایت آلاسکا در انکوریج، آلاسکا، ایالات متحده آمریکا واقع شده‌است و قطب این شرکت هواپیمایی در بتل، آلاسکا، آلاسکا قرار دارد و به ۲۲ مقصد، پرواز مستقیم انجام می‌دهد.